# 埃及公报
埃及公报（The Egyptian Gazette）是埃及一家英语日报，属于金字塔报新闻出版集团的一部分。
埃及公报于1880年1月6日创刊，是中东地区历史最悠久的英文报纸。